# Pheidole megacephala
Pheidole megacephala és una espècie de formiga de la subfamília dels mirmicins, una de les cinc espècies de formigues invasores al costat de Wasmannia auropunctata, Anoplolepis gracilipes, Linepithema humile i Solenopsis invicta.